# Rodnověří

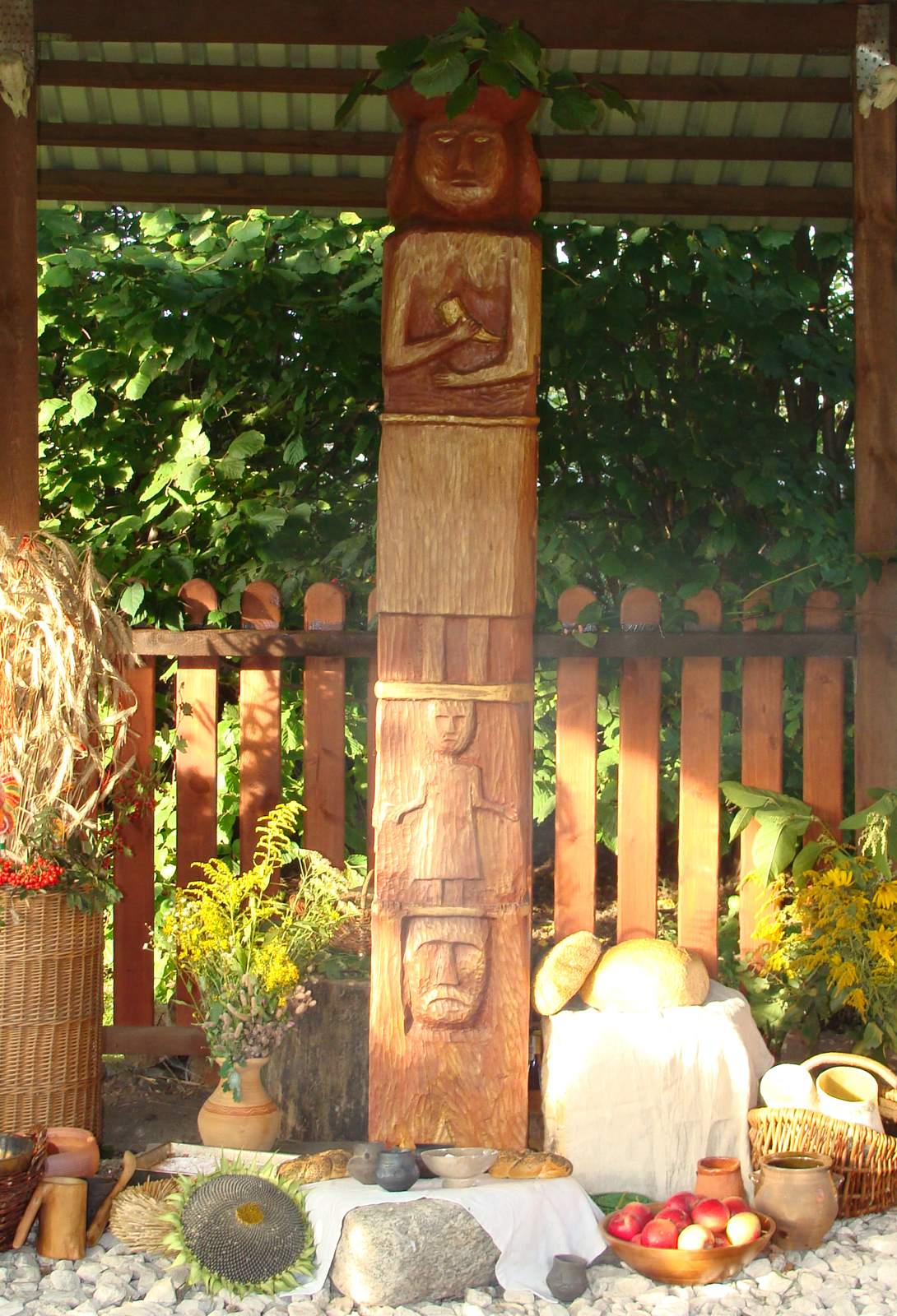
Mazovský chrám Rodné církve polské (polsky Rodzimy Kościół Polski) s kopií zbručského idolu (Svantovít)

Rodnověří neboli rodná víra, či jazyčnictví (tradiční ruský výraz), je novopohanské náboženství a nové náboženské hnutí hlásící se k odkazu slovanského předkřesťanského náboženství (historicky nazývaného pohanstvím), které kompletně vymizelo už v období středověku. Obecně bývá označováno jako slovanské novopohanství nebo jen pohanství, avšak ne vždy se organizace a následovníci rodné víry s těmito termíny ztotožňují.
Výraznými rysy slovanského náboženství je polyteismus (mnohobožství) založeném na slovanské mytologii a pravidelné slavení sezónních svátků. Hlavním cílem rodnověří je rekonstrukcionismus zaniklého náboženství Slovanů.

## Terminologie

### Rodnověří a novopohanství
V rodnověrském prostředí jsou často odmítány výrazy jako pohanství a novopohanství (či neopohanství) pro jeho pejorativnost a nepřesnost. Označení rodnověří, vytvořené hlavou Unie slovanských komunit, Vadimem Kazakovem, je přijímáno nejšířeji a je používáno i v akademickém prostředí.

### Védismus
V některých specifických odnožích rodnověří bývá užíváno jiných slov jako je např. „védismus“, které má souviset jak s indickými védami, tak se slovem „vědět“, nebo také „pravoslaví“, které má vyjadřovat „slavení pravdy“. K jimi užívaným padělkům, jako je např. Velesova kniha a tzv. Slavjano-árijské védy, a k pseudovědeckým teoriím prezentovaným zejména učením Staroruské inglingské církve, se staví sdružení Rodná víra negativně.

## Rodná víra v zemích

### Česko, Slovensko a Polsko

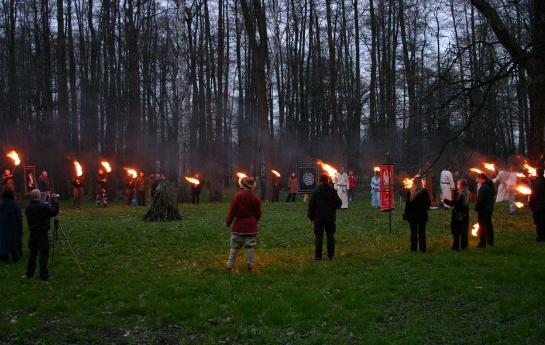
Obřad polských rodnověrců

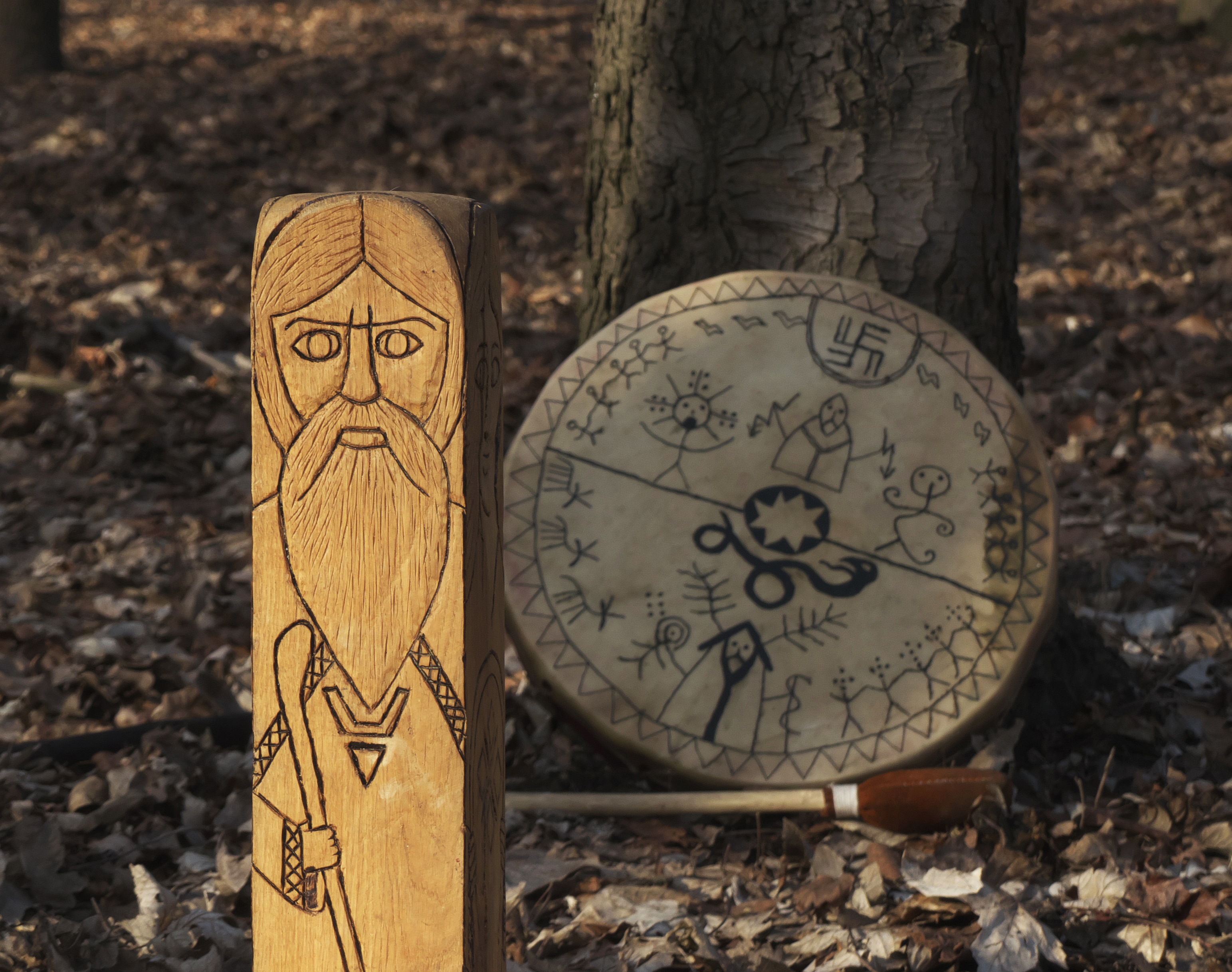
Veles a šamanský bubínek v sámském stylu

V 19. století přinesl nastupující romantismus zájem o předkřesťanskou kulturu předků evropských národů, včetně slovanských. Už v roce 1839 tak Karel Slavoj Amerling založil sdružení Vykoupenců, tajný spolek založený sice na křesťanském základu, ale silně ovlivněný panteismem a úctou k přírodě. V roce 2000 vznikla v ČR jako občanské sdružení Rodná víra, které každoročně pořádá oslavy slovanských svátků.

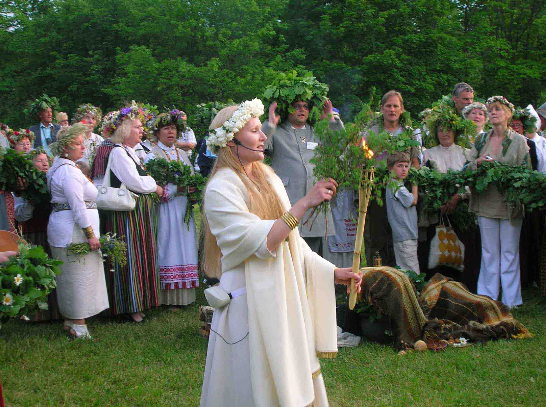
Shromáždění Rodné církve polské (Rodzimy Kościół Polski)

Nejstaršími slovenskými rodnověrskými společenstvími jsou Krug Peruna a Pôvodný kruh založený Miroslavem Švickým, propagátorem tzv. vedomectví, později přejmenovaný na Rodný kruh. V roce 1999 byly založeny Bytosti z Trnavy, a roku 2006 byli založeni Dažbogovi vnuci. Mezi další rodnověrské organizace na Slovensku patří Paromova Dúbrava, Bratrstvo Perunovej sekery, Svätohaj Rodnej Viery a Rodolesie.
V Polsku se slovanským náboženstvím na počátku 20. století výrazně inspiroval Stanisław Szukalski a jeho uměleckého hnutí Rod vznešeného srdce. Pohansky orientované bylo také hnutí kolem časopisu Zadruga, založeného roku 1937 Janem Stachniukem. Na jeho odkaz navazuje časopis Żywioł. V současnosti jsou nejvýznamnějšími polskými rodnověrskými organizacemi Rodná církev polská (RKP, Rodzimy Kościół Polski), Rodná víra (RW, Rodzima Wiara) a Slovanská víra (SW, Słowiańska Wiara). Rodzima Wiara je orientována na extrémní pravici, a odštěpením od ní vznikla Słowiańska Wiara. Rodnověrců je v Polsku více než čtyři tisíce .

### Rusko

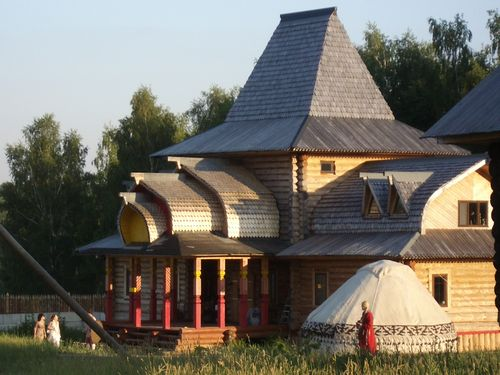
Chrám Rodné víry přezdívaný jako „Slovanský kreml“ v Moskevské oblasti v Rusku zahrnuje širší síť novopohanských vesnic a menších chrámů

Rozvoj rodnověří v Sovětském svazu 70. let 20. století byl spojen především s ultranacionalistickým disentem. V 90. letech se začalo rodnověří dostávat do širšího povědomí díky knize Slavjansko-Goritsakaj borba Alexandra Belova a především novému vydání Velesovy knihy Alexandra Asova. První jmenovaná kniha pojednává o bojovém umění, které podle Belova vytvořili staří Slované. V době největšího úspěchu knihy jej praktikovalo přibližně 40 tisíc lidí, i když jen část z nich se hlásila k rodnověří, a zvýšila zájem o toto náboženství mezi ruskými skinheady. Velesova kniha, všeobecně uznávaný padělek známý od 50. let 20. století se stala nejodkazovanějším rodnověrským zdrojem.

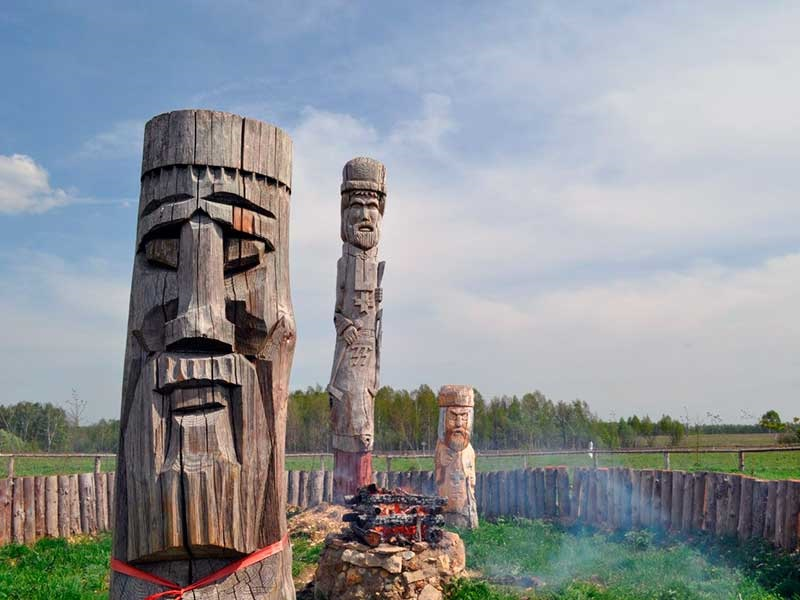
Přírodní svatyně u Svarožicova chrámu v Kaluze, Rusko

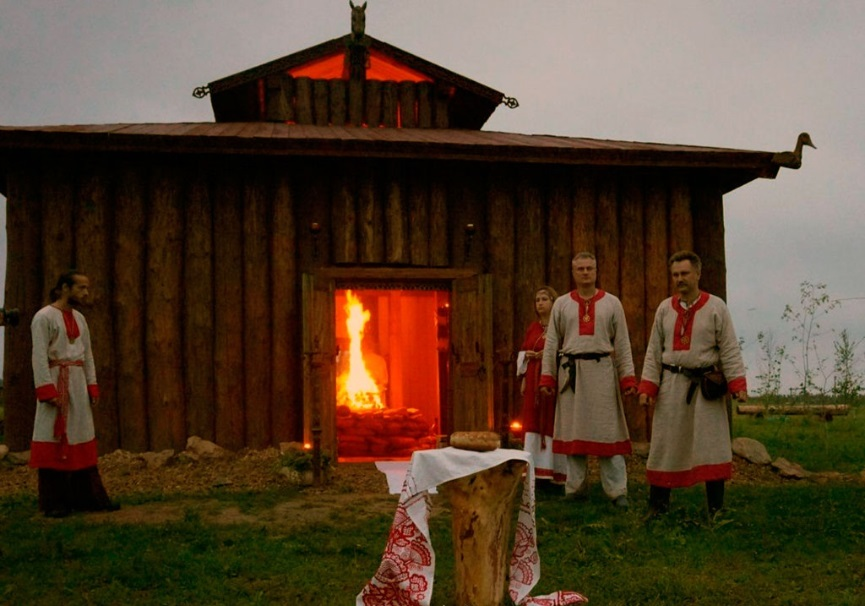
Chrám Svarožice v ruské Kaluze

V současném Rusku žije nejméně deset tisíc rodnověrců, největší organizace Unie slovanských komunit a Kruh slovanských tradic mají obě kolem pěti set členů. Kromě nacionalistických kruhů je ruské rodnověří populární mezi zájemci o alternativní duchovno a esoteriku, lidovou kulturu, hry na hrdiny a pagan metal.

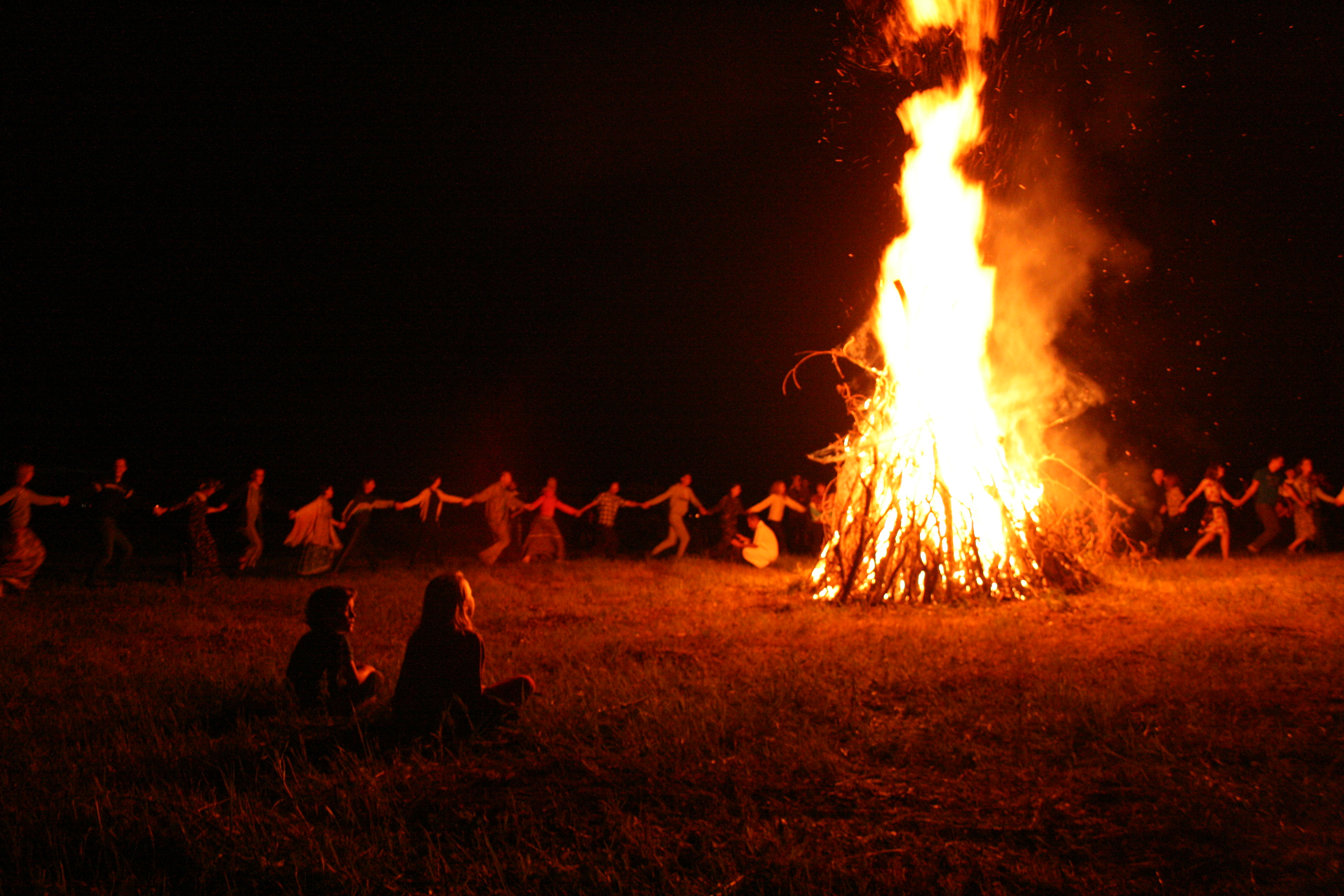
Kupadelné svátky v Bělgorodské oblasti v Rusku

Napětí v rodnověří existuje především v otázce nacionalismu. Kromě toho se vedou diskuse o postoji k historii a vědě. Především městští rodnověrci se výrazně ohrazují proti spojování s pseudovědeckými teoriemi jako je idea "starého ruského božstva Ra" nebo víra v pravost různé staroruské literatury, všeobecně považované za falsa. Významná je také snaha o to aby rodnověří nebylo spojováno s autoritářskými sektami a kulty, což se projevuje pojetím vztahu mezi lidmi a bohy jako bratrského svazku nebo odmítáním náboženských vůdců s rozsáhlou mocí, či náboženských vůdců vůbec.
Kromě organizací odmítajících náboženské autority existují i jiné skupiny. Nejvýznamnějším příkladem je Staroruská ingliistická církev ortodoxních starověrců – inglingové, založená Alexandrem Chinovičem vystupujícím pod jménem Pater Dij v Omsku. Ostatní rodnověrci zpravidla tuto církev označují jako sektářskou a nemají s ní přátelský vztah. Ačkoliv v roce 2004 ztratila statut registrovaného náboženského společenství, má stále komunity po celém Rusku a velký vliv.

#### Ruský nacionalismus
Nacionalismus v ruských rodnověrských kruzích není uniformní. Část lidí hlásící se předkřesťanskému odkazu náboženství téměř nepraktikuje a nahlíží na rodnověří spíše jako na ideologii. U ostatních sahá spektrum názorů od podpory nacionálního socialismu po méně extrémní postoje. Například Unie slovanských komunit (USK), ač je národně orientována, nemá vlastní politické cíle, jiné, jako K bogoderžaviju napojená na stranu Jednotné Rusko, se profilují více jasně.
Ač je rodnověří v Rusku spojováno především s nacionalismem a šovinismem, existují rodnověrské komunity, které se od takovýchto názorů distancují. Jedná se především o Kruh pohanských tradic založený roku 2001 v Moskvě, který chápe rodnověří především jako přírodní náboženství.

### Ukrajina

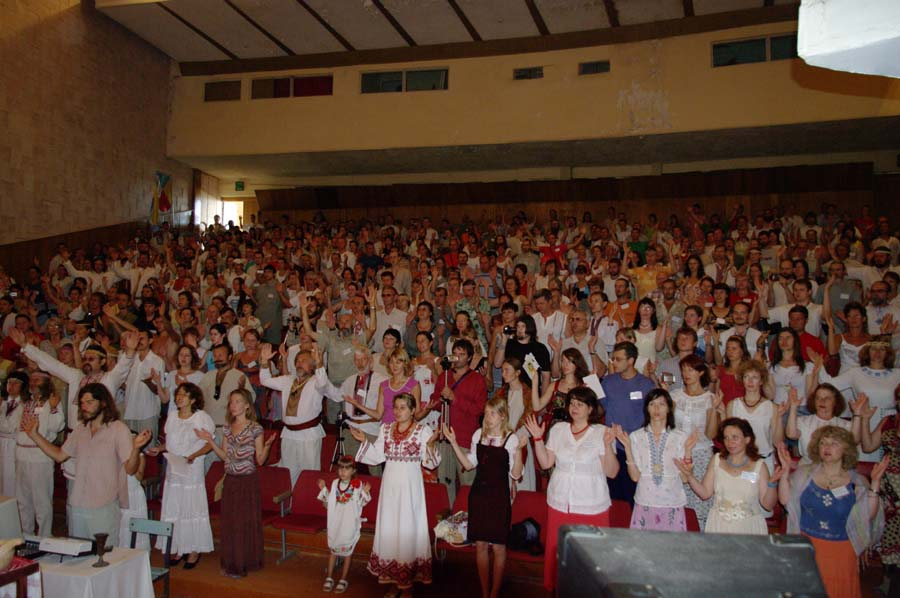
Rodnověrci z RUNV

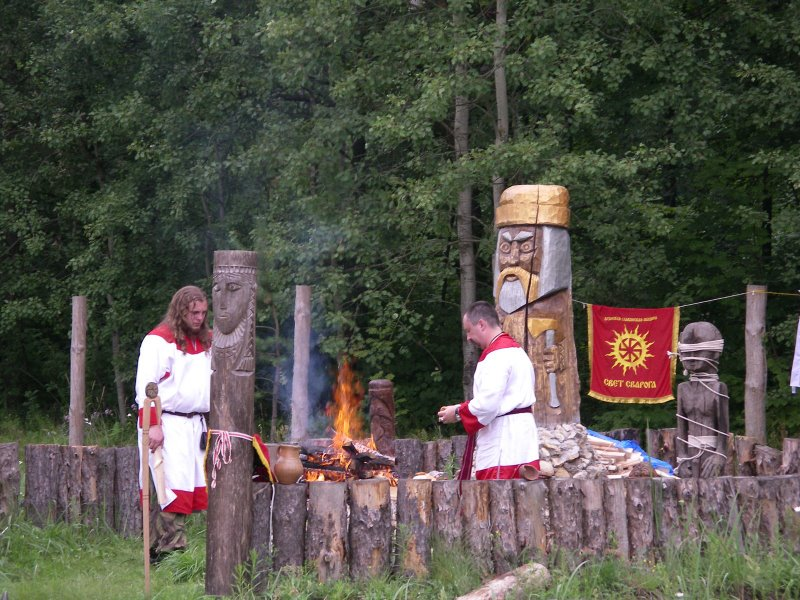
Ruští rodnověrci v přírodní svatyni v Kaluze

Ukrajinské rodnověří patří společně s ruským k těm s největším počtem věřících a vlivem. Nejvýznamnějšími organizacemi je Rodové ohniště Rodné pravoslavné víry (RPV), Rodná ukrajinská národní víra (RUNV) a sdružující Sdružení rodnověrců Ukrajiny (SUR). Stejně jako v Rusku je oblíbeným zdrojem Velesova kniha.

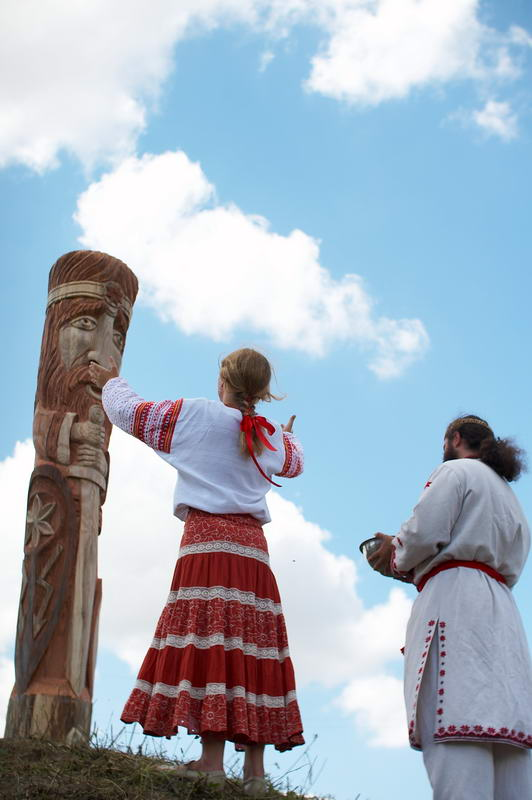
Uctívání Peruna ukrajinskými rodnověrci, Ternopilská oblast, Ukrajina

Nejstarší rodnověrskou organizací na Ukrajině byla henoteistická Rodná víra (Рiдна Вiра) založena roku 1934 Volodymirem Šajanem. V roce 1985 bylo jeho následovníky založeno Tripolské bratrstvo (Трипiльське Братство) a roku 1987 vydána jeho kniha Víra našich předků (Вiра Предкiв Наших). Jeho učení dnes na Ukrajině vyznává několik desítek komunit. Na Tripolské bratrstvo také navázala Rodná pravoslavná víra, která splynula s Chrámem rodné víry založeným v roce 2001, jehož cílem bylo sjednocení učení Šajana a Sylenka.
Po druhé světové válce založil další organizaci, Rodnou ukrajinskou národní víru, Lev Sylenko, který se prohlásil za proroka a inkarnaci věčného ducha Rusi/Ukrajiny. RUNV je polytheistické, výrazně anti-křesťanské a jako hlavního boha chápe Dažboga. Centrum organizace je Ukraine's Holy Mother Cathedral v americkém Spring Glen, stát New York. Na Ukrajině pak existuje přes třicet komunit RUNV.
Mezi společné projekty rodnověrců, konané pod záštitou SUR, patří otevření Chrámu slunce v roce 2003. V této stavbě je umístěna knihovna, klub pro pořádání koncertů, výstav a přednášek, Muzeum ukrajinské genocidy a Slovanská akademie kultury národního obrození. V roce 2005 se v Kyjevě pod záštitou SUR uskutečnil Všeslovanský sněm rodnověrců. Jeho účelem bylo sjednocení rodnověrců.

### Ostatní země
V Bělorusku se rodnověrci sdružují okolo Střediska etnokosmologie Kryvja v Minsku a často úzce spolupracují s ruskými rodnověrci. Nejvýznamnější skupinou je Лес Поганства (Les pohanství) a nacionalisticky orientovaná Схорон Еж Словен. Rodnověrský spolek existuje také v Estonsku, kde je vysoký podíl slovanského obyvatelstva.
V jihoslovanských zemích zaznamenalo rodnověří menší úspěch než ve východoslovanských a západoslovanských.

## Symbolika
univerzální symboly používané rodnověřím:
| symbol                              | název                        | popis |
| ----------------------------------- | ---------------------------- | --- |
| „kolovrat“                          | kolovrat                     | „Kolovrat“ (pravotočivý i levotočivý) je pokládán za symbol slunce, případně blesku. Autorem symbolu je Stanisław Jakubowski a jeho vznik datován kolem roku 1920. |
| rozeta                              | rozeta                       | Šestilistý květ neboli „rozeta“ je pokládán za symbol Peruna (a blesku), ohně, slunce a také ročních cyklů, názvy a výklady se různí, je častým dekorativním motivem lidových výšivek.                                                                                                   |
| znak hromu                          | znak hromu                   | „Znak hromu“ či „hromový znak“ (Gromoviti znaci) pochází z lidového prostředí a má být symbolem blesku a hromu a asociován s bohem Perunem. |
| ruce boha                           | ruce boha                    | „Ruce boha“ (rece boga), též „slovanský kříž“, byl nalezen na starověké keramice z období před příchodem Slovanů (germánský kmen Vandalů), přesto je hojně rozšířen mezi slovanskými rodnověrci. Bývá přisuzován Svarogovi.                                                              |
| solární kruh                        | sluneční kruh                | Solární kruh, prostý symbol slunce, je častým dekorativním prvkem na různých předmětech. |
| křesťanský keltský kříž s pentaklem | slovanská sekera             | Nálezy drobných slovanských sekerek bývají považovány za amulet odkazující na atribut Peruna (zde replika dle nálezu z chazarské pevnosti Sarkel). |
| hvězda Svaroga                      | hvězda Svaroga               | Moderní symbol vytvořený rodnověrci nazývaný jako „hvězda Svaroga“ či „hvězda Rusi“ je pokládán za Svarogův symbol. |
| moderní symbol Velese               | symbol Velese                | moderní symbol vytvořený rodnověrci pro boha Velese |
| symbol Mokoš                        | symbol Mokoši                | Symbol bohyně Mokoši má podobu zoraného pole a představuje tak plodnost země poskytující lidem úrodu. |
| symbol Alatyr                       | alatyr (auseklis)            | „Alatyr“ (estonský auseklis) je považován za symbol Peruna, hvězdy nebo mytického kamene. Jako svůj znak ho používají slovinští rodnověrci. |
| Perkunův kříž · Perkunův kříž       | Perkunův kříž (Perunův kříž) | Různé varianty Perkunova kříže (Pērkonkrusts) neboli svastiky jsou baltské a slovanské symboly slunce nebo blesku, přičemž nehraje roli směr jejich rotace. Mohou být pravotočivé i levotočivé, obě verze mají stejný význam. Nemají nic společného s ideologií nacismu nebo s rasismem. |
| tryzub                              | tryzub (trojzubec)           | Tryzub je státním znakem Ukrajiny a ukrajinští rodnověrci ho vykládají jako předkřesťanský symbol tří světů. |
| sluneční kříž                       | sluneční kříž                | Prostý solární kříž, symbol slunce běžný v mnoha tradicích i mimo slovanské prostředí. |
| svastika                            | svastika                     | V krajním případě se může vyskytnout klasická svastika jako dekorativní prvek, žádná známá skupina jí neužívá jako znak či logo své organizace. |

### Loga rodnověrských organizací

některá dostupná loga:
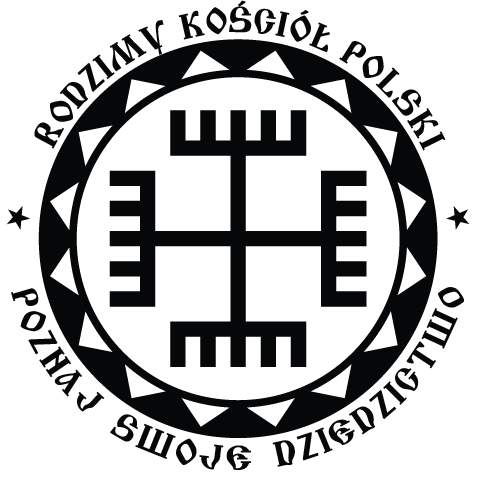
logo Rodné polské církve, na níž jsou „ruce boha“ jako , symbol nejasného původu a významu, je užíván nejvíce polskými rodnověrci.
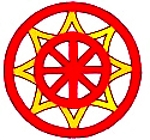
logo Dažbogových vnuků
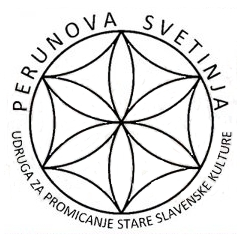
logo chorvatské společnosti Perunova svetinja
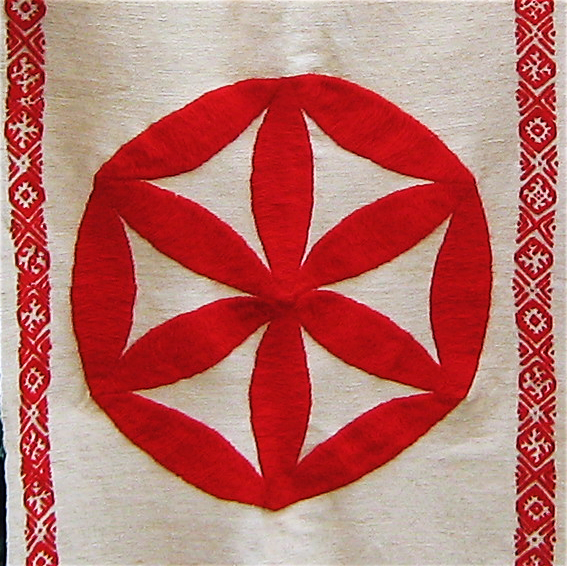
vlajka Chorvatské rodnověrské aliance (Croatian Rodnovery Alliance, chorvatsky Savez Hrvatskih Rodnovjeraca)
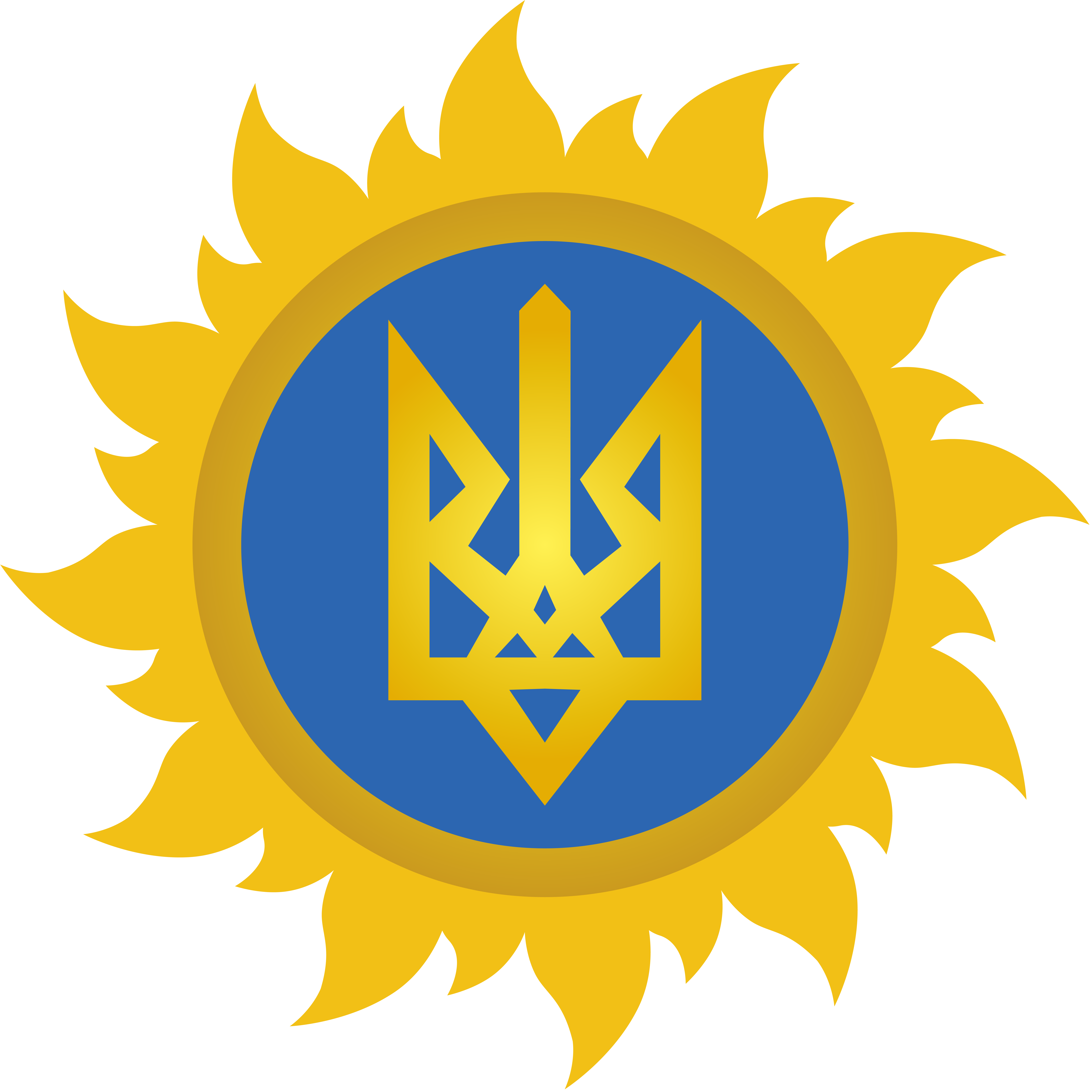
logo ukrajinské RunVíry s tryzubem, který je státním znakem Ukrajiny, ukrajinští rodnověrci ho považují za předkřesťanský symbol
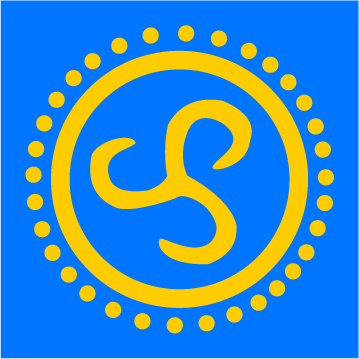
znak organizace Rodzima Wiara